# 엘 쿠에르포 델 데세오
《엘 쿠에르포 델 데세오》(스페인어: El cuerpo del deseo)는 2005년 방영된 미국의 텔레노벨라이다.